# Arthroleptis fichika
Arthroleptis fichika es una especie de anfibio anuro de la familia Arthroleptidae.

## Distribución geográfica
Esta especie es endémica de Tanzania. Habita en las montañas occidentales de Usambara y en las montañas del norte de Pare.

## Etimología
El nombre específico fichika proviene de Kiswahili fichika, que significa oculto, con referencia al hecho de que esta especie es una especie críptica, identificada mediante análisis moleculares.

## Publicación original
- Blackburn, 2009 : Description and phylogenetic relationships of two new species of miniature Arthroleptis (Anura: Arthroleptidae) from the Eastern Arc Mountains of Tanzania. Breviora, Museum of Comparative Zoology, n.º 517, p. 1-17[3]